# جورج غور
جورج غور (بالإنجليزية: George Gore)‏ (و. 1826 – 1908 م) هو فيزيائي من المملكة المتحدة . ولد في بريستول . وكان عضواً في الجمعية الملكية .
توفي في برمينغهام، عن عمر يناهز 82 عاماً.